# Harriet Miers

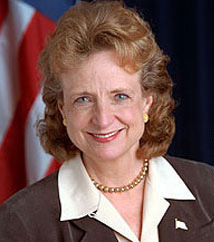
Harriet Miers

Harriet Ellan Miers (10 augustus 1945) is een Amerikaanse juriste en juridisch adviseur van president George W. Bush. Op 3 oktober 2005 werd ze voorgedragen als rechter van het Hooggerechtshof in Washington D.C., maar drie weken later, op 27 oktober, trok ze zich terug als kandidaat.
Miers werd geboren in Dallas, Texas, als de dochter van een makelaar. In 1967 behaalde ze aan de Southern Methodist University een diploma in de wiskunde, en in 1970 in de rechten. Van 1972 tot haar benoeming als juridisch adviseur van het Witte Huis in 2001 werkte ze voor een advocatenkantoor in Texas, waar ze in 1986 ook de eerste vrouwelijke voorzitter van de advocatuur werd. In 1994, toen Bush zich verkiesbaar stelde als gouverneur van Texas, werd ze aangenomen als diens advocaat; in die functie werkte ze voor hem tijdens zijn verkiezingscampagne voor gouverneur en de presidentsverkiezingen van 2000. Sinds 1994 heeft ze ook een aantal Republikeinen, zoals Pete Sessions, Phil Gramm en Kay Bailey Hutchinson, financieel gesteund met in totaal ongeveer $12.000.
Na het aftreden van rechter Sandra Day O'Connor in juli 2005, werd aanvankelijk John Roberts genomineerd als haar opvolger. Door het overlijden van opperrechter William Rehnquist kwam er echter nog een plek vrij; Roberts werd geïnstalleerd als opperrechter, en Miers werd voorgedragen om O'Connors plek op te vullen. Nog voordat de hoorzittingen van de Senaat zouden beginnen, werd door senatoren van beide partijen kritiek uitgeoefend op Miers' voordracht. Met name het feit dat zij geen rechterlijke ervaring had, zodat de senatoren niet op basis van vonnissen konden inschatten wat haar denkbeelden waren, vormde een bezwaar. Op 27 oktober verzocht Miers aan president Bush om de voordracht in te trekken, omdat de Judiciary Committee van de Senaat om interne Witte Huis-documenten had gevraagd die volgens Miers onder geheimhouding ("executive privilege") vielen.  De president hiermee ging akkoord en trok de nominatie in.
Samuel Alito · Amy Coney Barrett · Neil Gorsuch · Ketanji Brown Jackson · Elena Kagan · Brett Kavanaugh · John Roberts · Sonia Sotomayor · Clarence Thomas
- Gemeinsame Normdatei: 133559244X
- International Standard Name Identifier: 0000 0000 3587 8332
- Library of Congress Control Number: n2007086521
- Nationale Bibliotheek van Israël: 987007354630005171
- Virtual International Authority File: 43758836
- WorldCat: E39PBJrrykdkJcmYbbC7QKQ8YP